# 馬爾塞利諾·費迪南
馬爾塞利諾·費迪南·菲利普斯（英語：Marselino Ferdinan Philipus；2004年9月9日—）是印尼職業足球運動員。目前效力於英冠球隊牛津联和印度尼西亞國家足球隊，司職攻擊中場。

## 外部連結
- Marselino Ferdinan （页面存档备份，存于） at Soccerway
- Marselino Ferdinan （页面存档备份，存于） at Liga Indonesia